# James South
James South (oktober 1785 - 19 oktober 1867) was een Brits astronoom, die onder meer bekendheid geniet als medeoprichter van de (later Royal) Astronomical Society of London.

## Sterrenkunde
In 1824 produceerde South samen met John Herschel en catalogus van 380 dubbelsterren, waarbij ze vele door William Herschel ontdekte sterren opnieuw observeerden. In het daaropvolgende jaar beschreef South nog eens 458 dubbelsterren. Daarbij maakten ze gebruik van twee spiegeltelescopen met een diafragma van ca. 9,5, respectievelijk 12,7 cm, die South in 1816 had aangeschaft. In 1826 werd hem voor dit werk de Copley Medal toegekend, de wetenschapsprijs van de Royal Society, de Britse academie van wetenschappen. Hetzelfde jaar kreeg South de Gouden medaille van de Royal Astronomical Society.
In 1831 werd South geadeld en verkreeg de door hem geleide Astronomical Society het predicaat "Koninklijk". Sindsdien staat zij bekend als de Royal Astronomical Society. Op de maan en op Mars zijn kraters naar South genoemd.

## Nieuwe telescoop
Rond 1826 begon South plannen te maken voor een nieuwe, grotere telescoop in een nieuw observatorium. Het moest een refractor met een 12-inch lens worden, op een equatoriale montering. South bestelde een achromatische lens bij de Franse lenzenmaker Robert-Aglaé Cauchoix voor ca. 1000 pond. Met de -uiteindelijk- 11,8 inch (bijna 30 cm) was dit korte tijd de grootste lens ter wereld. Het onderstel werd vervaardigd door de Engelse instrumentmaker Edward Troughton. Deze telescoop is afgebouwd, maar voldeed vanaf het begin niet aan de verwachtingen. De problemen zaten in het onderstel, de montering. South weigerde Troughton te betalen voor het werk en de instrumentmaker sleepte hem voor de rechter. Deze stelde Troughton in het gelijk, waarop South de montering vernielde en de lens schonk aan de Sterrenwacht Dunsink nabij Dublin in Ierland. Daar plaatste men de telescoop op een montering van Thomas Grubb en zij voldoet tot op heden.
- Bibliothèque nationale de France: cb10454669g (data)
- Gemeinsame Normdatei: 117485101
- International Standard Name Identifier: 0000 0000 7828 8324
- Library of Congress Control Number: nr2001033184
- Système universitaire de documentation: 175197229
- Virtual International Authority File: 52468442
- WorldCat: E39PBJr7TydkDqfk9DRBfcp9Dq